# Altmärkische Wische
Altmärkische Wische är en kommun i Landkreis Stendal i förbundslandet Sachsen-Anhalt i Tyskland.
Kommunen bildades den 1 januari 2010 genom en sammanslagning av de tidigare kommunerna Falkenberg, Lichterfelde, Neukirchen (Altmark) och Wendemark.
Kommunen ingår i förvaltningsgemenskapen Seehausen (Altmark) tillsammans med kommunerna Aland, Altmärkische Höhe, Seehausen (Altmark) och Zehrental.